# هرکس (ترانه جاستین بیبر)
«هرکس» (انگلیسی: Anyone) ترانه‌ای از خواننده کانادایی جاستین بیبر است. این ترانه به عنوان یک تک‌آهنگ در ۱ ژانویه ۲۰۲۱ توسط دف جم رکوردینگز منتشر شد. این ترانه را بیبر، مایکل پولاک، رائول کوبینا و تهیه‌کنندگانش اندرو وات، جان بلیون و د مانسترز اند استرنجرز نوشته‌اند.